# Maid of the Mist (album)
Maid of the Mist is een album van BZN uitgegeven op de toen nog gebruikelijke lp en MC. Later is dit album ook op cd verschenen, met een extra track There's no need for denying. Dit nummer is ook te vinden op de B-kant van de single The summertime, die ook op Maid of the Mist staat. De zomerhit The summertime bereikte in 1985 een 6e plek in de hitlijsten. In totaal stond die hit er 9 weken in. Later is er nog een hit van dit album afgehaald, Run away home. Deze single bleef steken op de 15e positie in de Top 40.
Maid of the Mist zelf stond 21 weken in de Elpee Top 75, waarvan drie weken op plek 5. Dit album is goud en platina geworden. Dit album is het eerste van BZN dat geheel digitaal is opgenomen.
Als promotie voor dit album werd er een special in Canada opgenomen. Een aantal songs zijn hier van een videoclip voorzien. Vooral de clip Run away home en Love's like a River zijn bekend. In Canada is BZN op de rondvaartboot Maid of the Mist geweest (bij de Niagarawatervallen), waarnaar zij deze naam ook aan hun album hebben gegeven. Deze special van BZN was een van de bestbekeken tv-programma's van 1985.

## Tracklist
Kant AAA
1. Le paradis pour les amoureux [Th. Tol/J. Keizer]
2. Run away home [Th. Tol/J. Tuijp/C. Tol]
3. My memories of you [Th. Tol/J. Tuijp/C. Tol]
4. Let's go rock-'n-roll [Th. Tol/J. Tuijp/C. Tol]
5. Rain, rain [Th. Tol/J. Tuijp/C. Tol]
6. Starlight [Th. Tol/J. Tuijp/C. Tol]
Kant BBB
7. The summertime [Th. Tol/J. Tuijp/C. Tol]
8. Love's like a river [Th. Tol/J. Tuijp/C. Tol]
9. Once I had dreams [Th. Tol/J. Tuijp/C. Tol]
10. In your eyes [Th. Tol/J. Tuijp/C. Tol]
11. Is this love? [Th. Tol/J. Tuijp/C. Tol]
12. There's no need for denying [Th. Tol/J. Tuijp/C. Tol] (niet op lp)